# Mars désarmé par Vénus
Mars désarmé par Vénus est un tableau de Jacques-Louis David conservé aux Musées royaux des beaux-arts de Belgique à Bruxelles.
La toile monumentale est l’ultime mise en scène de Jacques-Louis David et avec elle, il met fin à une longue carrière artistique. Il a 73 ans quand il commence ce tableau à Bruxelles et mettra trois ans pour l’achever. Dans un décor surréaliste avec un temple flottant sur les nuages, Vénus et ses acolytes, les trois grâces et Cupidon, s’activent. Mars, le dieu de la guerre, se laisse dépouiller de ses armes avec complaisance et succombe aux charmes de Vénus.
Cette œuvre impressionnante et ambitieuse est une tentative de réaliser la synthèse entre l’Antiquité, l’idéalisme et le réalisme.
Plusieurs éléments peints par l'artiste proviennent de l'Antiquité : les personnages, le décor, les objets.
Le vieux peintre a produit une œuvre ironique et provocatrice et l'a exposée à Paris juste avant sa mort, alors qu’il était en exil et que le romantisme faisait sa percée au Salon.
Les modèles qu'il a sollicités sont pour la plupart des acteurs du Théâtre de la Monnaie : Vénus est incarnée par Marie Lesueur, Lucien Petipa est Cupidon, un abonné campe Mars (coiffé d'un casque prêté par le ténor Defossez qui le portait à l'Opéra) et l'une des Grâces est Mademoiselle Philippont, la maîtresse du prince d'Orange,.
Le tableau est présenté au Salon de 1824.